# José Florentino de Sá Bittencourt
José Florentino de Sá Bittencourt (Tibagi,  — , ) foi um político brasileiro filiado ao Partido Conservador.

## Biografia
Foi fazendeiro, tenente-coronel, juiz de paz e deputado provincial.
Sá Bittencourt comandou o município de Tibagi de 1873 a 1877. No biênio de 1876 a 1877 foi eleito deputado.
Foi casado com Francisca Ubaldina Taques Bittencourt, e posteriormente com Anna Rosa Borges de Macedo, filha do capitão Cyrino Borges de Macedo. Um dos seus filhos, José Timóteo de Sá Bittencourt, também foi prefeito de Tibagi, em 1905.